# Mariene ecoregio Celebeszee/Straat Makassar
De Mariene ecoregio Celebeszee/Straat Makassar (128) (Engels: Sulawesi Sea/Makassar Strait marine ecoregion) is een biogeografische regio en ligt in de overgang van de Grote Oceaan naar de Indische Oceaan in de Mariene provincie Westelijke Koraaldriehoek (30) in het Marien rijk Centrale Indo-Pacific. De mariene ecoregio is vastgesteld door het World Wide Fund for Nature en The Nature Conservancy en is vernoemd naar de Celebeszee en de Straat Makassar.
In het noordwesten grenst het gebied aan de mariene ecoregio Palawan/Noord-Borneo (126), in het noordoosten aan de mariene ecoregio Oostelijke Filipijnen (127), in het oosten aan de mariene ecoregio Halmahera (129), in het zuidoosten aan de mariene ecoregio Bandazee (131), in het zuiden aan de mariene ecoregio Kleine Sunda-eilanden (132) en in het zuidwesten aan de mariene ecoregio Sundaplat/Javazee (117).

## Geografie
De mariene ecoregio ligt in de overgang van de Grote Oceaan naar de Indische Oceaan voor de zuidkust van de Filipijnen, ten noorden, westen en zuidwesten van het Indonesische eiland Sulawesi en ten zuidoosten van Borneo. Het gebied ligt in de Molukse Zee, Celebeszee, de Straat Makassar en de Javazee en strekt zich uit van de zuidkust van het eiland Mindanao, de wateren rond de Sangihe-eilanden, op Sulawesi van de kust ten zuidoosten van de stad Kotamobagu via de noordkust en westkust tot de zuidpunt van het eiland, de Kangean-eilanden, en op Borneo van bij de zuidpunt van Zuid-Kalimantan tot in de Straat Makassar.
Door het gebied stromen de Mindanaostroom en de Indonesische doorstroom.

## Biogeografie
Het gebied kent zeeleven dat houdt van tropische temperaturen.